# Entomofauna
Als Entomofauna, auch Insektenfauna, wird die Gesamtheit aller Insektenarten einer Region bezeichnet.

## Wissenschaftlicher Begriff
Der Name leitet sich ab von den lateinischen Wörtern „entomo-“ und „Fauna“ für Tierwelt. Der Name entomo- geht zurück auf das griechische Wort εντομος (entomos) = „eingeschnitten, eingekerbt“ und dem davon abgeleiteten εντομον (entomon) = „Insekt“. In dieser Form wird er beispielsweise auch für die Bezeichnung der Wissenschaft der Insekten, der Entomologie, sowie zahlreicher weiterer Begriffe verwendet.
Neben der Entomofauna lassen sich auch andere Tiergruppen einer Region erfassen, diese werden entsprechend bsp. als Avifauna (Vögel), Ichthyofauna (Fische) oder Herpetofauna (Reptilien/Amphibien) benannt.

## Fachzeitschrift
Unter dem Titel „Entomofauna“ erscheint seit 1980 regelmäßig eine wissenschaftliche Fachzeitschrift für Entomologie im Umfang von etwa 500 Seiten jährlich. Nähere Informationen über Inhalt, Bezugsweise und die „Richtlinien für Autoren“ finden sich auf der Website des Museums Witt in München.

## Belege
1. ↑  Entomofauna bei merriam-webster.com.
2. ↑  Stichwort „entomo-“. In: Herder-Lexikon der Biologie. Spektrum Akademischer Verlag GmbH, Heidelberg 2003. ISBN 3-8274-0354-5
3. ↑  Museum Witt München (MWM) abgerufen auf insecta-web.org am 30. April 2014